# ННТВ
Нижегородская государственная областная телерадиокомпания «ННТВ» — вещательная организация Нижегородской области. Действует в форме государственного бюджетного учреждения. «ННТВ» является старейшим и самым известным региональным телевизионным каналом в России.

## История
Телекомпания ННТВ была учреждена в 1988 году Горьковским областным Советом народных депутатов. Первое время на 4 ТВК вещала Образовательная программа ЦТ вместе с логотипом ННТВ. Позже транслировались Российские университеты с 7:00 до 18:00, дальше — ННТВ. Сегодня её учредителем является Правительство Нижегородской области. Первая программа ННТВ вышла в эфир в 1992 году.
До 31 декабря 2006 года за пределами Нижнего Новгорода вещание осуществлялось совместно с каналом НТР по будням с 18:00 до 0:00, по субботам с 14:00 до 0:00 и по воскресеньям с 15:00 до 0:00.
С 1993 по 2008 гг. генеральным директором ННТВ являлась Ольга Носкова. С января 2008 г. по май 2013 гг. канал возглявлял Александр Нехорошев.
Летом 2008 года ННТВ выступила инициатором проведения фестиваля лодочников-самодельщиков, воссоздающих исторические маломерные суда Волжского бассейна. «Соколки», «великовражки» и другие произведения лодочного искусства, построенные оставшимися в живых мастерами-лодочниками, были представлены на фестивале «Весла на воду!» летом 2008 года на Гребном канале в Нижнем Новгороде. Осенью 2008 года ННТВ поддержала новую акцию — театральный фестиваль имени Евгения Евстигнеева — великого русского актёра, родившегося в районе Канавино Нижнего Новгорода. В 2009 году на канале ННТВ прошел фестиваль фильмов выдающегося нижегородца-кинорежиссера Александра Сокурова. А вслед за ним отметили 210 лет со дня рождения нижегородского барина Александра Пушкина.
Не без труда удалось в 2008 году начать сотрудничество с группой районных телекомпаний Нижегородской области. В результате родилась ежедневная программа «Край нижегородский», которая готовится силами тележурналистов из разных уголков Нижегородской области.
Сертифицированная компанией «Sony» в 2008 году передвижная телевизионная станция, собранная по собственному проекту инженерами ННТВ, позволяет радовать зрителей новыми программами из различных уголков Нижегородской области и самых разных отраслей жизни: фольклора, спорта, музыкальной и театральной жизни. Программы, которые подготовила ННТВ в сентябре 2009 году, посвящённые Александровским дням и пребыванию на Нижегородской земле Патриарха Московского и Всея Руси Кирилла были высоко оценены в специальном Благодарственном письме, подписанном тогдашними Полномочным представителем Президента РФ в Приволжском федеральном округе Григорием Рапотой, Губернатором Нижегородской области Валерием Шанцевым и Архиепископом Нижегородским и Арзамасским Георгием.
В марте 2010 г. эфир принял три новых премьеры ННТВ: ток-шоу Георгия Молокина «В городе N» (о современном состоянии городского хозяйства Нижнего Новгорода), ситком Ильи Ластова «Коммуналка» (телесериал о том, как нижегородцы справляются с коммунальными проблемами) и ток-шоу «Семейный суп» с участием известных нижегородцев (ведущий — звезда арзамасского телевидения А. Матвеев).
Телекомпания ННТВ также занимается организацией трансляций домашних матчей чемпионата КХЛ команды «Торпедо».
В июне 2013 года пост генерального директора ННТВ занимает Дмитрий Анисимов.
С 11 июля 2017 года генеральным директором вновь стала Ольга Носкова, а Дмитрий Анисимов продолжил работу в статусе заместителя генерального директора.
С 31 июля 2017 года вещание канала по IPTV осуществляется круглосуточно, эфирное вещание идет по прежнему графику.
1 февраля 2018 года Ольга Носкова покинула пост генерального директора ННТВ.
1 июня 2018 года телеканал начал новый сезон под слоганом «Новое нижегородское телевидение», при этом проведя ребрендинг. Обновился логотип и оформление. Помимо этого телеканал перешел на новый формат вещания.
5 февраля 2019 года телеканал перешёл на широкий формат в 16:9.
28 февраля 2019 года телеканал окончательно перешёл в формат вещания HD.

## Руководство

### Генеральные директора
- Ольга Носкова (1993—2008, 2017—2018);
- Александр Нехорошев (2008—2013);
- Дмитрий Анисимов (2013—2017);
- Елена Лебедева (с 1 февраля 2018 года).

### Заместители генерального директора
- Дмитрий Анисимов (с 2017 года).

## Программы
- Время новостей
- Время новостей. Экспресс-новости
- Время новостей. Итоги дня
- Время новостей. Итоги недели
- Патруль ННТВ
- Экипаж. Хроника происшествия
- "День за днём" с Ильёй Приходько и Оксаной Ткаченко
- Вакансии недели
- Экспертиза
- «Земля и люди» с Николаем Талановым
- Почти серьёзно
- Здравствуйте
- Победители
- Хет-трик
- Фабрика счастья
- Источник жизни
- Матчи Олимп-Первенства ФНЛ с участием ФК «Нижний Новгород».
- Матчи Континентальной хоккейной лиги с участием ХК «Торпедо».
- Матчи БК «Нижний Новгород».

## Вещание

### Эфирное[7]
- Ардатов — 49 ТВК
- Арзамас — 9 ТВК
- Белогорка — 29 ТВК
- Большое Мурашкино — 49 ТВК
- Вача — 44 ТВК
- Вознесенское — 53 ТВК
- Выкса — 59 ТВК
- Дзержинск — 4 ТВК
- Ковернино — 36 ТВК
- Красные Баки — 32 ТВК
- Лукоянов — 35 ТВК
- Нижний Новгород — 47 ТВК
- Павлово — 51 ТВК
- Первомайск — 49 ТВК
- Перевоз — 3 ТВК
- Саров — 10 ТВК
- Сергач — 24 ТВК
- Сеченово — 37 ТВК
- Сокольское — 27 ТВК
- Турань — 11 ТВК
- Урень — 36 ТВК
- Шахунья — 40 ТВК

### Кабельные сети
- Ростелеком
- МТС
- Дом.ru
- Билайн

### Спутниковое вещание
- Экспресс АМ7, 40,0° E; 11070 V 2820 3/4.
- Триколор
- НТВ Плюс

### Интернет
- [8]Официальный сайт[9]

## Лица телеканала
- Дмитрий Анисимов
- Александр Быков
- Григорий Ожигин
- Николай Таланов
- Оксана Ткаченко
- Илья Приходько

и другие…